# Сидиков Усен Сидикович
Усен Сидикович Сидиков (15 березня 1943, село Кила (Хіля) Ленінського району Ошської області, тепер Ноокенського району Джалал-Абадської області, Киргизстан — 28 липня 2021, місто Бішкек, Киргизстан) — радянський киргизький державний діяч, голова (Держагропрому) Киргизької РСР — 1-й заступник голови Ради міністрів Киргизької РСР, 1-й секретар Ошського обкому КП Киргизії, керівник Адміністрації президента Киргизької Республіки. Депутат Верховної ради Киргизької РСР 10—11-го скликань. Депутат Зборів народних представників Жогорку Кенеша Киргизької Республіки (1995—2000). Народний депутат СРСР (1989—1991).

## Життєпис
У 1965 році закінчив Киргизький сільськогосподарський інститут імені Скрябіна.
Трудову діяльність розпочав у 1965 році агрономом у радгоспі «Арал» Ленінського району Ошської області.
З 1965 по 1967 рік служив у Радянській армії.
У 1967—1971 роках — старший економіст, начальник планово-фінансового відділу Ляйляцького районного сільськогосподарського управління Киргизької РСР.
Член КПРС з 1968 по 1991 рік.
У 1971—1975 роках — інструктор, завідувач організаційного відділу, 2-й секретар Ляйляцького районного комітету КП Киргизії.
У 1975—1978 роках — голова виконавчого комітету Ляйляцької районної ради депутатів трудящих.
Закінчив заочно Алма-Атинську Вищу партійну школу.
У 1978—1983 роках — 1-й секретар Базар-Курганського районного комітету КП Киргизії.
У 1983—1988 роках — 1-й секретар Кара-Суйського районного комітету КП Киргизії.
20 січня — 11 жовтня 1990 року — 1-й заступник голови Державного агропромислового комітету (Держагропрому) Киргизької РСР — міністр Киргизької РСР.
11 жовтня 1988 — квітні 1990 року — голова Державного агропромислового комітету (Держагропрому) Киргизької РСР — 1-й заступник голови Ради міністрів Киргизької РСР.
У квітні 1990 — квітні 1991 року — 1-й секретар Ошського обласного комітету КП Киргизії.
У 1990 — січні 1991 року — голова Ошської обласної ради народних депутатів.
З квітня по серпень 1991 року — голова Комісії партійного контролю при Ошському обласному комітеті КП Киргизії.
У 1991—1992 роках — заступник голови Ради республіки з аграрних питань.
У 1992—1993 роках — торговий представник Киргизької Республіки в Казахстані.
У 1993—1994 роках — генеральний директор Державного виробничого об'єднання хлібопродуктів та заготівель Киргизстану.
У 1994—1995 роках — голова АК «Киргиз-Дан-Азик».
З 1994 року — голова Аграрно-трудової партії Киргизстану.
У 1995—2000 роках — депутат Зборів народних представників Жогорку Кенеша Киргизької Республіки.
У 2000—2004 роках — заступник голови виконавчого комітету — заступник виконавчого секретаря Співдружності незалежних держав (СНД) — директор департаменту загального аграрного ринку, одночасно — заступник голови Міжурядової ради з питань Агропромислового комплексу СНД.
З листопада 2004 року — голова виконавчого комітету створеного «Народного руху Киргизстану».
У березні 2005 — травні 2006 року — в.о. керівника, керівник Адміністрації президента Киргизької Республіки Курманбека Бакієва.
У 2006—2008 роках — державний радник президента Киргизької Республіки Курманбека Бакієва.
14 травня 2010 року заарештований в місті Ноокат у зв'язку зі звинуваченнями в організації антиурядових виступів на півдні республіки. По каналах ЗМІ було поширено запис його телефонних переговорів із прихильниками поваленого президента Курманбека Бакієва щодо взяття влади в Оші, Джалал-Абаді та Баткені. 2 липня 2010 року судом переведений під домашній арешт.
Помер 28 липня 2021 року в Бішкеку.

## Нагороди
- орден Трудового Червоного Прапора
- медаль «За трудову доблесть»
- медалі